# Monolophus petelotii
Monolophus petelotii là một loài thực vật có hoa trong họ Gừng. Loài này được K.Larsen mô tả khoa học đầu tiên năm 1964 dưới danh pháp Caulokaempferia petelotii. Tên gọi trong tiếng Việt của nó là trục thiền liền hay đại bao khương.